# Фанки Фунги
Фанки Фунги — роман-комикс, созданный писателем Андреем Темниковым и художником Сергеем Рутиновым в период с 2000 по 2014 год и выпущенный тиражом 500 экз.
Является первым графическим романом, созданным в жанре стереосинхронизма. Сюжет романа разворачивается в двух равноправных пересекающихся потоках — текстовом и графическом, которые не дублируют друг друга, но создают нечто похожее на стереоэффект. Рисунки не являются иллюстрациями для прозаических глав, а текст — это не разбухшие подписи к картинкам. Часто используется такой приём: сюжет движется текстом, а потом вдруг пересаживается на черно-белую графику без единого слова, и так дюжину страниц. Часто текст и графика вступают в противоречие, опровергают друг друга, от этого возникает особое напряжение, снять которое может только воображение читателя. Тема романа-комикса «Фанки Фунги» — устройство мира.

## История
Первый лист был нарисован в декабре 2000 года. Это был просто утешительный рисунок для Сильвии, подруги Сергея Рутинова, которая страдала от жизни в заснеженной Москве. Ей, любящей море и солнце, богемную жизнь Турина, альпийские прогулки в поисках грибов и кругосветные путешествия, было тяжело найти себя в заваленном снегом Выхино (она так и говорила: Выкинули в Выхино), где каждое утро нужно было заставлять себя вставать в семь утра, добираться по сугробам до метро (три остановки, но в троллейбусы было не влезть), штурмовать вагон и ехать до станции 1905 года, где ждала выматывающая и противоестественная для неё работа на вздорного капиталиста в салоне итальянской мебели «SPAZIO». Она по-настоящему страдала.
На этом первом рисунке появляется сама Сильвия и монстр в бейсболке с надписью SPAZIO (трудами Темникова этот монстр превращается в дальнейшем в профессора Таште, дедушку Сильвии).
У Сергея Рутинова рождается замысел нарисовать в такой стилистике целую историю, причём сюжет в нём должен двигаться исключительно рисунками, текстами в филактерах и заголовками вымышленных газет, которые под разным углом отражают происходящее.
Темников принимает участие в работе и в 2001 году 32-страничный комикс «Фанки Фунги» публикуется в альбоме графики «Фанки Фунги и другая графика». Этот альбом и собственно «ФФ» Сергей Рутинов показывает летом 2001 года в Париже известному издателю комиксов Латино Импарато (Latino Imparato), который называет подобную графику устаревшей. Параллельно в журнале «Все небо» публикуются комиксы «Лила и Зоппи», «Яблочная звезда» и «Новый год на Абогаде» (два последних в измененном виде попадают в качестве вставных историй в «ФАНКИ ФУНГИ»).
Через некоторое время Темников убеждает Рутинова продолжить работу над книгой, мотивируя это тем, что многообещающий замысел не воплощен и в малой степени.
Начинается активная работа. Соавторы встречаются время от времени, чтобы определить для себя задание ближайших дней, затем собирают все, что сделано. При этом Темникову приходится сталкиваться с тем, что выполняя своё задание, Рутинов уходит в сторону, добавляет персонажей и целые действия, которые не были оговорены, от чего страдает замысел. Чтобы исправить это, Темникову приходится переписывать и дописывать целые главы, давать жизнь и личную историю персонажам, которые лишь обозначены капризным росчерком художника. Темников хватается порой за голову, потому что знает, что именно ему придется спасать равновесие романа.
Примерно к середине 2005 года вся текстовая часть написана. Темников очень переживает от того, что работа идет медленно, однако нужно понимать, что выбранный стиль рисунка с его сверхобильной гипертекстовой оснасткой и мелкой деталировкой не подразумевал скорого завершения работы.
27 июля 2006 года Темникова не стало. Рутинову остается нарисовать примерно треть рисунков, уточнить положение некоторых глав и закончить книгу, что он и делает следующие 7 с лишним лет. При этом он до конца придерживается принципа, который не позволяет ему участвовать в написании текста — лакуны заполняются исключительно графикой. Стоит сказать, что и тексты в филактерах тех рисунков, которые были сделаны при жизни Темникова, писались им.
Летом 2011 года художник из Екатеринбурга Владимир Селезнев знакомит Сергея Рутинова с издателем Федором Еремеевым, основателем издательств «Фабрика Комиксов» и «Кабинетный ученый», которого заинтересовал роман. Именно в «Кабинетном ученом» 16 мая 2014 года «Фанки Фунги» увидели свет.

## Сюжет
Сильвия, десятилетняя любительница кокаина и аллитераций, выбрасывает в окно своё будущее в виде бронзовой статуэтки Будды Амиды.
Это обсуждают во время своей первой встречи Крикет и Грийон. А ещё они говорят о Береге с Правильно Расположенными Вещами, который возникает в видениях и того и другого. Разница лишь в том, что Крикет для этого прибегает к помощи грибов, а Грийон, которому не близок иррациональный подход — пользуется отвёрткой.
Встреча происходит в клубе «Дезеспуар» — месте, которое несмотря на свою анархистскую репутацию поддерживается «Spazio»
«Spazio» — некая всеобъемлющая структура, а может быть даже и самоуправляемый организм, и второе вернее, так как при том, что «Spazio» и содержит в себе бесчисленные министерства и департаменты, имеет историю и сложную систему иерархий, по способу своего влияния может быть отнесена скорее к биологическим объектам. Во главе «Spazio» — Большие Головы Спацио — сделанные из папье-маше огромные пустые черепа.
Дедушка Сильвии профессор Таште — ветеран благотворительных войск «Spazio», участник Эрготинового бунта, став пенсионером, работает на радио «Эсперанса». Очень подвижный старик, чего не скажешь о папе Сильвии, который никогда не встает с кресла, потому что пустил корни.
Грийон и Крикет называют свой проект «Фанки Фунги» и берутся создать такую музыку, после которой мир должен остановиться. Для её создания они наносят предметной иглой на поверхность старых виниловых пластинок образы их общих видений.
Рыбка Имола, жившая в аквариуме на радио, где работает профессор Таште мечтает участвовать в гонках Формулы-1. Для этого она увеличивается в размерах, становится кракеном, но ней строят стадион для проведения гонок. Профессор Таште едет на Имолу для ведения переговоров на стороне компании Феррари. Сильвия едет с ним.
Грийон и Крикет рано утром приезжают на городскую площадь с аппаратурой готовыми пластинками и исполняют музыку Фанки Фунги. Музыка не останавливает мир, но от неё начинаются повсеместные метаморфозы. Одно из чудесных изменений мира — появление колесных зверюшек из чрева туристического автобуса X-Centric Tours. Зверюшки держат курс на Имолу.
«Абогада» — живое гребное судно, его команда отлавливает демонов. После исполнения музыки Фанки Фунги «Абогада» вмерзает в лед. Капитан «Абогады» пишет в бортовом журнале стихотворение.
Высокая Шляпа — человек-маис с научной станции, выведенный лаборантами «Spazio», возможно родственник профессора Таште, который в молодости отбывал срок за любовь к земле. Высокая Шляпа содержит магазин магических вещиц «Autel», где принимает сначала колесных зверюшек, а потом обезьянку Гондвану.
Изменения становятся массовыми и совершенно неуправляемыми. В противовес им «Spazio» тоже осуществляет некоторые изменения. Например, министр устной литературы Коала Паэлья (прототипом Коалы Паэльи несомненно является бразильский писатель Пауло Коэльо) меняет пол, вслед за ним это делают политики, деятели культуры, священнослужители, астронавты.
На Имоле тем временем проводятся гонки Формулы-1, в которых Шумахер терпит фиаско, а победу празднуют Колесные Зверюшки, которым вручает награды галисийский писатель Альваро Кункейро.
Клуб «Désespoir» тем временем прорастает грибами, в нём баррикадируются Сильвия, Грийон и Крикет, «Spazio» готовит штурм. Штурмом руководит полковник лейтенант Казарес.
Далее происходит многое, включая смену пола капитаном Бенджичем, гонки на Имоле, фрахт «Абогады» моравскими нищими, появление гигантской апокалиптической Курицы, испытание матушки Симплиции и т. д.
Заканчивается роман стихотворением профессора Таште.

## Персонажи
- Grillon и Cricket

Они, собственно, и есть Funky Funghi. Не так важно, кто они — сверчки, кузнечики или грибы. Куда важней, что их затея действительно принесло миру изменения, а одно из самых милых изменений, в свою очередь, продолжив изменяться, в конце концов, уничтожило то, из-за чего FF и взялись за дело. Берег с правильно расположенными вещами из их видений был склеван гигантской Курицей до последнего камушка.
- Silvia

Внучка Таште. Как любую девочку плескание в теплом море и кокаин занимают её куда больше, чем создание музыки, которая может изменить мир.
- Профессор Таште

Дедушка Silvi’и. Ветеран Spazio. Присутствие в романе этого персонажа никому не даст возможности съехать к банальному представлению, что мир Фанки Фунги — это хорошо, а мир Spazio — плохо. Внимательный же читатель, который не станет тратиться на принюхивания к бинарным оппозициям, привыкнет получать при каждом появлении Таште настоящие подарки.
- Папа

Папа Silvi’и. Глубоко пустив в землю корни, крайне привязан к своему креслу, кофе, табаку и ежедневным газетам. Но изменения коснулись и его. Арест и этапирование в резиденцию Больших Голов сопровождались порубкой корней и подарили Папе первую в жизни прогулку по зимнему городу.
- Черный Котик

Четвёртый член семьи профессора Таште (если не считать племянницу Лину). Именно он, а не Папа стал зачинщиком того, что произошло ночью в автобусе.
- Высокая Шляпа

Кукурузный початок. Возможно родственник профессора Таште (впрочем, этим могли бы похвастаться многие). Хозяин магазина Autel. Его шляпа предсказывает и подсказывает.
- Имола

Аквариумная рыбка мечтавшая принять участие в гонках Формулы 1 и раздувшейся для этого огромным островом. Для колесных зверюшек является обетованной землей.
- Капитан Абогады

Друг профессора Таште, бесстрашный предводитель экипажа живого корабля. Вместе с командой пережил чудесное рождение заново. Испытал поэтическое откровение.
- Абогада

Живой корабль. Вмерз в лед, окруженный птицами с красными лапами, оттаял и стал совершенно новым. В финале был зафрахтован моравскими нищими, которые пожелали использовать Абогаду в качестве галеры.
- Команда Абогады

Ловцы демонов. Первыми откликнулись на арест Таште.
- Колесные Зверюшки

Одно из самых чудесных изменений произведенных музыкой ФФ. Родились из чрева автобуса X-Centric Tours.
- Капитан Бенджич

Друг семьи профессора Таште, бравый кавалерист. Его помолвка с Сильвией была расстроена его собственной матерью. Поддавшись пропаганде сменил пол и заодно национальность. Обратился смазливой француженкой.
- КОТ (не жираф)

Друг юности профессора Таште. Трагическая фигура. Упрятал себя в монстра, имеющего облик кота.
- Альваро Кункейро

Чудесный галисийский писатель. Умер в 1981 году (именно поэтому отвратительное существо журналистка Лида Линкс негодовала о том, что к давно умершим писателям прислушиваются внимательнее, чем к ней живой). Несмотря на это выступил на стороне Колесных Зверюшек при переговорах на Имоле.
- Мишки-пираты с Пухатека

Встреча с командой Абогады оказала на них неизгладимое влияние, что дает вспомнить слова генерала Кокодрева из «Одиннадцати тысяч палок» Аполлинера. Бросились на помощь Таште по первому зову.
- Spazio

Практически невозможно объяснить, что это такое. Может быть перевод этого слова на русский что-то прояснит? Вряд ли.
- Большие Головы Spazio

Сделаны из папье-маше — старые газеты плюс слюна лучших домохозяек. Дают интервью, координируют действия Spazio, смотрят пустыми глазницами, молчат.
- Коала Паэлья

Культовый писатель. Доходчиво убедил весь мир, что поменять пол есть самое угодное дело.
- Колесные зверюшки

Одно из самых трогательных изменений, случившихся с миром после исполнения музыки ФФ. Они родились из чрева автобуса, который арендовали Grillon и Cricket. Но вот одна колесная курочка потеряла колеса и стала гигантской Курицей угрожавшей миру и склевавшей в финале Берег с правильно расположенными вещами.
- Обезьянка Гондвана

Колесная обезьянка. Довольно болезненная. Ей помогают и мать Симплиция, и Высокая Шляпа, и каким-то странным образом даже писатель Морис Дрюон.
- Мать Симплиция

Настоятельница монастыря. Сколько могла, помогала Гондване.
- Леопольд Муль

Безобидный перверт из Швеции. Увидел Берег с правильно расположенными вещами на колготочном рисунке. Свидетель того, что пресса назвала бесчинством в автобусе.
- Морис Дрюон

Писатель, который распустился во время публичного выступления.
- Иеремия Жупендяс по прозвищу Нестор и моравские нищие

Их аскеза не слишком оригинальна, однако эти люди идут до конца, и это не может не вызывать нашего трепета.
- Ларсен, Лида Линкс, Маслов

Журналисты.
- Гонщик Шумахер

Обдоился в соперничестве с колесными зверюшками.

## Интересные факты
- В первом издании книги в главе «Власть унижения» по ошибке пропущено упоминание, что речь на собрании моравских нищих произносится их предводителем Иеремией Жупендясом по прозвищу Нестор. Далее везде этот персонаж упоминается просто как Нестор и таким образом его полное имя остается неназванным.
- Имена обоих главных героев означают сверчка, Grillon — по-французски, Cricket — по-английски. При этом существует явная отсылка к стихотворению Джона Китса (John Keats) «On the Grasshopper and Cricket».
- На удостоверении ветерана «Spazio» можно прочесть, что имя профессора Таште (Tachete — пятнистый — фр.) — Энанглом. Энанглом — фантастическое животное, персонаж одноимённого стихотворения Анри Мишо (Henri Michaux) «L’ENANGLOM».
- Одним из персонажей «Фанки Фунги» является галисийский писатель Альваро Кункейро (Álvaro Cunqueiro Mora). Кроме него литературное сообщество романа представлено Коалой Паэлья, Морисом Дрюоном (Maurice Samuel Roger Charles Druon), Венедиктом Дрюоном (вымышленный персонаж).
- Корабль мишек-пиратов называется «Пухатек» (Puchatek) — Винни-Пух по-польски.

## О романе «Фанки Фунги»
«Необходимо знать, прежде чем вы начнете перелистывать этот альбом „Фанки-Фунги“, что это комикс нового поколения. Его создателям одинаково претит и слащавая приключенческая линия, свойственная классике, и грубая выразительная жестокость, которой знаменита альтернативная традиция, появившаяся тридцать лет назад и, стало быть, пребывающая уже в почтенном возрасте. Неинтересно так же совмещать обе эти крайности, так как и это было бы работой на плоскости, в двухмерном пространстве.
Почему бы не освоить третье измерение?
Почему бы не создать некого напряжения между рисунком и текстом? Такое до сих пор встречалось только в юмористическом комиксе, но никогда ещё не давало особенной глубины. Последнее обстоятельство позволяло считать комикс искусством низкого жанра, чем-то вроде лубка или оперетты, правда, при пересмотренном отношении к низким жанрам…
Далее, мы пренебрегли динамикой и четкостью кадра. Это позволило установить более сложные связи между событиями. Наподобие того, как размытый сюжет современного романа углубляет его содержание и с уважением относится к не явленной связи вещей.
Если вы примете два эти правила:
учтете напряжение между текстом и рисунком;
примете одержимость пестротой за выявление тайной связи вещей, то никаких больше пояснений вам не понадобится.»— Андрей Темников

«Невзирая на то что всё в романе прикидывается шокирующе непривычным, поняв логику языка „Фанки Фунги“, можно научиться понимать то, что раньше не получалось. И самое главное приобретение после многократного перечитывания (насколько многократного — не знаю; вероятно, для иных „ФФ“ станет делом жизни) — это возможность научиться читать заново. Нас, избалованных Кафкой и Прустом, Джойсом и Гийота, казалось бы, уже ничем нельзя было удивить. Однако квазиутопия мира „ФФ“ может убедить в обратном».— Сергей Зотов